# السلاح القاتل
السلاح القاتل (بالإنجليزية: Lethal Weapon)‏ هو سلسلة أفلام حركة أمريكية من نوع الشرطيين المتشاكسين صدر أول فيلم منها في سنة 1987، جميع أفلام السلسلة من إخراح ريتشارد دونر وبطولة كل من ميل جيبسون وداني غلوفر كثنائي غير متوافق لمحقيقين في قسم شرطة لوس أنجلوس، وغاري بوسي كخصمهم الأساسي. بعد إصدار الفيلم الأول تم تصنيف السلسلة علي أنها من أفلام الحركة والإثارة، وبصفة عامة اعتبرت تجسيدا لقصة الشرطيين المتشاكسين.

## القصة
الرقيب روجر مورتوغ (داني غلوفر) محقق جرائم القتل في قسم شرطة لوس أنجلوس والذي بدا قلقا من تقدمه في العمر بعد احتفاله بعيد ميلاده الخمسون، تلقي رسالة من صديقه القديم في حرب فيتنام مايكل هانساكر (توم اتكنس) والذي أدرك أنه لم يقابله منذ أكثر من 12 سنة. وقبل مقابلته لصديقيه تم استعائه للتحقيق في حادثة انتحار تبين أن الضحية فيها هي أماندا ابنة صديقه هنساكر. ومن جهة أخرى الرقيب مارتن ريجز (ميل جيبسون) المحقق من قسم المخدرات في قسم شرطة لوس أنجلوس والذي أصبح ذو ميول إنتحارية بعد وفاة زوجته في حادث مروري، كاد أن يقتل مشتبهاً به غير مسلح في حملة مداهمة لوكر مخدرات، قلقاً من سلوكه قرر رؤساء ريجز نقله لقسم جرائم القتل ليصبح هو ومورتوغ شريكين متنافرين.
بعد تشريح جثة أماندا إتضح أنها تناولت مخدر مخلوط بمنظف بالوعات والذي كان هو سبب الوفاة مما جعل القضية تتحول إلى قضية قتل بدلا عن الانتحار. والد اماندا المهتاج إدعي أنه حاول الاتصال بمورتوغ لمساعدته في انتشالها من العالم السفلي للمخدرات، الدعارة وتصوير الأفلام الإباحية. بدأ مورتوغ وريجز تحقيقاتهم بالوصول إلى القواد الذي كانت اماندا مرتبطة به والذي قادهم بدوره إلى معمل للمخدرات والي العاهرة ديكسي المشتبه في أنها قامت بتسميم اماندا، وعند وصولهم إلى منزل ديكسي انفجر المنزل قبل دخولهم، وبفحص بقايا المتفجرات والتي قادتهم إلى المشتبه به هنساكر الذي اعترف بتورطه في تهريب الهيروين قبل سنتين، وتتوالي الأحداث لتقودهم إلى شبكة اجرامية منظمة يقودها عسكريون سابقون
مع توالي الأحداث وفي نهاية الفيلم تتوطد العلاقة بين ريجز ومورتاغ.

## طاقم التمثيل
- ميل جبسون في دور المحقق مارتن ريجز
- داني غلوفر في دور المحقق روجر مورتاغ
- غاري بوسي في دور السيد جوشوا
- ميتشيل رايان في دور الجنرال
- توم اتكنس في دور مايكل هنساكر
- دارلين لوف في دور تريش مورتاغ
- تريسي وولف في دور رياني مورتاغ
- دامون هاينس في دور نك مورتاغ
- ايبوني سميث في دور كاري مورتاغ
- جاكي سوانسون في دور اماندا هنساكر
- ستيفن كان في دور النقيب إد مورفي
- ماري إلين ترينور في دور د. ستيفاني وودذ
- إد اوروس في دور مينديز

## الإنتاج

### الأعداد
كتب السيناريو شاني بلاك الخريج الجديد من جامعة كاليفورنيا في منتصف العام 1985 وقام وكيل أعماله بإرسال السناريو إلى المنتج جويل سيلفر الذي أحب القصة وعمل سويا مع بلاك في إعداد النص. بعد عرض النص علي وارنر بروزرز في 1986 قدم المنتجون التنفيذيون العمل للمخرج ريتشارد دونر والذي اعجب به هو أيضاً، كان ليونارد نايومي كان أحد الخيارات التي وضعت في الاعتبار لإخراج الفيلم ولكن لم تكن له الرغبة في العمل علي أفلام الحركة وأيضا لانشغاله بالعمل علي فيلم (ثلاثة رجال وطفل) في ذلك الوقت. مع هذه المقومات بدأ البحث عن التوليفة المناسبة من الممثلين للقيام بأدوار ريجز ومورتاغ.
كانت المخرجة ماريون دورتي هي أول من اقترح ميل جيبسون وداني غلوفر لأداء الشخصيتين وهي من قام بترتيب إحضار جيبسون من أستراليا وغلوفر من شيكاغو حيث كان يشارك في احدي المسرحيات. أيضا كما ورد لاحقا في مقال بمجلة فانيتي فير عام 2007 أن بروس ويليس كان مرشحا لأداء دور ريجز.
وقع كلا الممثلين علي عقود الفيلم في ربيع عام 1986 ورجعوا إلى ديارهم لحزم اغراضهم والتوجه إلى لوس انجلوس ليخوضوا فترة إعداد وتدريبات بدنية مكثفة استمرت لشهرين، وفي غضون ذلك الاختيار لدور جوشوا علي الممثل غاري بوسي والذي طلب مهلة لقراءة دوره في الفيلم، وكان متحمسا لأنها أول مرة يؤدي فيها دور الشرير.
منسق المجازفات بوبي باس كان هو المخطط والمشرف علي جميع مراحل التدريب والتأهيل البدني لجيبسون وغلوفر والتي تضمنت استخدام الأسلحة وإجراءات السلامة.
جيبسون وغلوفر أيضا قضوا فترة ميدانية في رفقة ضباط من قسم شرطة لوس انجلوس، وخلال تصوير الفيلم أيضا كان هنالك مستشارون فنييون من قسم شرطة لوس انجلوس ومكتب الشريف.

### التصوير
بدأ التصوير المبدئي في 6 أغسطس 1986 بالتصوير في بعض المواقع في لوس انجلوس وأيضا داخل استديوهات بربانك، وبدأ تصوير الفيلم في منطقة لونغ بيتش في كاليفورنيا بكاميرا محمولة علي طائرة مروحية، بعدها انتقل التصوير إلى بالوس فيرديس، سانتا مونيكا، سيتي ستوديو، غرب هوليوود وانجلوود.
انتهي التصوير في منتصف نوفمبر 1985، وقام المسؤولون في مدينة هوليوود بوضع زينة أعياد الميلاد في هوليوود بوليفارد قبل عدة أشهر من موعد الأعياد، لتبدو المشاهد الملتقطة في الفيلم كأنها حدثت في نهاية العام.

## الموسيقي
مايكل كامين قام بتأليف موسيقي فيلم السلاح القاتل، وتم تنفيز مقطوعة الجيتار الخاصة بمشاهد ريجز بواسكة إيريك كلابتون، وتم تنفيز مقطوعة الساكسفون لمشاهد مورتاغ بواسطة ديفيد سانبورن.

## الإصدار

### شباك التذاكر
تم عرض الفيلم في 6 مارس 1987، واحتل المركز الأول في شباك التذاكر لمدة ثلاثة اسابيع وبإجمالي دخل بلغ 120.2 مليون دولار عالميا. كما ترشح لنيل جائزة الأوسكار لأفضل صوت ولأفضل معالجة مؤثرات صوتية. اعتبر الفيلم واحد من أفضل أفلام الشرطيين المتشاكسين وألهم العديد من الأفلام ذات نفس الطابع مثل فيلم تانغو وكاش، باد بويز وساعة الذروة.

### النقد
كانت معظم الانتقادات ايجابية. وتم ترشيح الفيلم في قوائم معهد الفيلم الأمريكي لأفضل 100 فيلم في 100 عام وأفضل 100 فيلم إثارة في 100 عام وأفضل 100 بطل في 100 عام لمارتن ريجز وروجر مورتاغ.

### الترفيه المنزلي
تم إصدار فيلم السلاح القاتل علي اشرطة الكاسيت ودي.في.دي عدة مرات مع إصدار بلو-راي وحيد. أول إصدار دي.في.دي كان في عام 1997 للنسخة السينمائية، بينما أصدرت النسخة التلفزيونية في 2000، ومنذ ذلك الوقت صدرت العديد من الإصدارات والتي احتوت علي جميع أفلام السلسلة الأربعة في قرص دي.في.دي واحد، وتم إصدار النسخة السينمائية لأول مرة علي قرص بلو-راي في 2006.

### أعادة إنتاج
في 19 يناير 2011 أعلنت وارنر بروزرز عن خطة لإعادة إنتاج السلاح القاتل بدون ميل جيبسون وداني غلوفر، وسيضم العمل الجديد نفس شخصيات الفيلم السابق ولكن بوجوه جديدة كلياً

## روابط خارجية
- السلاح القاتل على موقع IMDb (الإنجليزية)
- السلاح القاتل على موقع ميتاكريتيك (الإنجليزية)
- السلاح القاتل على موقع الموسوعة البريطانية (الإنجليزية)
- السلاح القاتل على موقع روتن توميتوز (الإنجليزية)
- السلاح القاتل على موقع نتفليكس (الإنجليزية)
- السلاح القاتل على موقع قاعدة بيانات الأفلام العربية
- السلاح القاتل على موقع ألو سيني (الفرنسية)
- السلاح القاتل على موقع Turner Classic Movies (الإنجليزية)
- السلاح القاتل على موقع أول موفي (الإنجليزية)
- السلاح القاتل على موقع بوكس أوفيس موجو (الإنجليزية)